# Modèle de comput de Schwilgué
 (avril 2022).

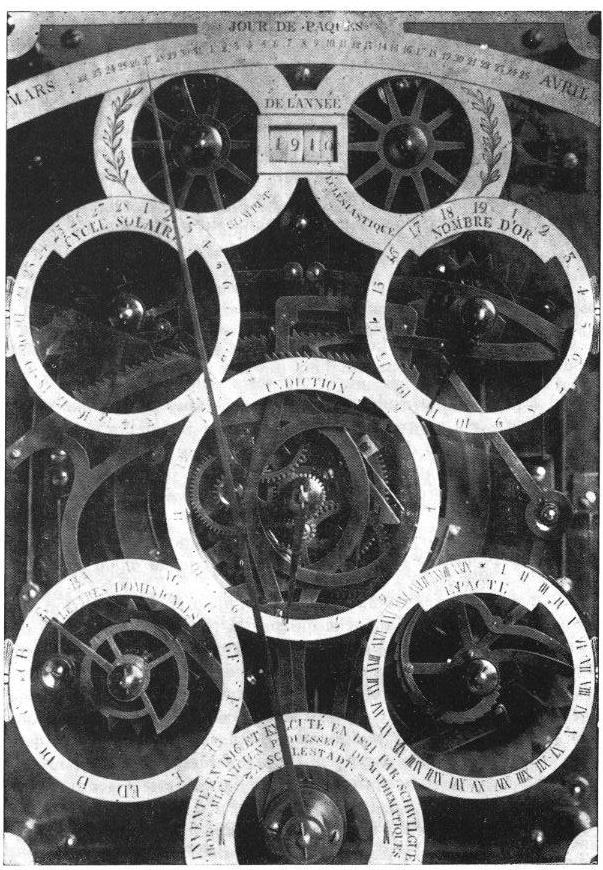

Le modèle de comput de Schwilgué est un petit mécanisme (15cm x 20cm) déterminant les éléments du comput ecclésiastique et particulièrement la date de Pâques dans le calendrier grégorien. Ce mécanisme a été construit en 1821 par Jean-Baptiste Schwilgué (1776-1856). Il est quasiment un modèle réduit du comput ecclésiastique se trouvant sur l'horloge astronomique de la cathédrale de Strasbourg.
Ce mécanisme avait été montré par Schwilgué au roi Louis XVIII.

## Fonctionnement du comput
Ce modèle est en fait un peu plus simple que le comput de l'horloge astronomique de la cathédrale de Strasbourg construite par Jean-Baptiste Schwilgué entre 1838 et 1843 et décrit dans les ouvrages de référence de 1922 et 1992. Il ne représente que le cœur du comput de l'horloge. Au niveau de l'horloge astronomique, il y a en plus deux « moteurs » :
- le moteur qui fait tourner la grande roue du comput
- le moteur qui permet de transmettre le résultat du comput au calendrier de l'horloge astronomique

Dans le modèle, le moteur est manuel, c'est-à-dire qu'on tourne simplement une manivelle située à l'arrière du mécanisme. On fait ainsi faire un tour de la grande roue du comput. On peut aller dans un sens ou dans l'autre, le mécanisme étant dans une certaine mesure réversible. Un tour de la grande roue correspond à une année. On doit cependant prendre garde aux deux râteaux qui sont libérés à un moment donné, puis relevés lors de la rotation de la grande roue. Ces râteaux sont aussi présents sur l'horloge astronomique de la cathédrale, mais pas l'aiguille indiquant la date de Pâques. Sur le modèle, la date de Pâques reste en place à la fin de la rotation de la grande roue, mais sur l'horloge astronomique, le calcul est en quelque sorte défait pour être transféré dans le cadran central du calendrier.

## Disparition et redécouverte
Le mécanisme de Schwilgué a disparu vers 1945, apparemment alors qu'il se trouvait dans un coffre. Ce mécanisme est réapparu en 2021 et sa propriétaire en a fait don à la fabrique de la cathédrale de Strasbourg,.
Il est prévu d'exposer ce mécanisme, peut-être à côté de l'horloge astronomique.

## Copies
Dans les années 1970, Frédéric Klinghammer (1908-2006) a construit une copie assez fidèle du modèle de Schwilgué, mais en y ajoutant les deux moteurs.